# Allur
Allur é uma das maiores vilas do distrito de Nellore, no estado indiano de Andhra Pradesh. Em termos estatísticos, não é realmente uma vila. Está localizada a 25 km a norte de Nellore e a 4 km de distância da costa. A sua população atinge os 45.000 habitantes.
É um local maravilhoso onde você pode observar tanto o meio ambiente quanto vilas e cidades. As celebrações de festival, templos e atividades religiosas como Poleramma (a deusa da vila, acredita-se que ela seja encarnação de Shakti) Jatara e banhos sagrados em massa durante eclipses, tradições, campos de plantação de arroz, lagos e áreas costais serenas dão a aparência de vila a Allur. Suas facilidades de telefone e comunicação, escolas, ser o centro de compras e negócios para vilas adjacentes, tamanho de sua área e população, interesses em política, estilo de vida e roupas faz Allur parecer uma cidade. Desde que é uma vila maior, consistindo de pessoas educadas, as pessoas de Allur participaram no esforço para liberdade e a vila conseguiu seu próprio lugar na história do distrito de Nellore.

## Educação
Allur possui uma escola e uma universidade chamada Ramakrishna Jr. College desde 1930 e oferece educação para estudantes de quarenta vilas próximas. Recentemente a universidade tem o Degree college.

## Economia
As principais atividades econômicas da vila são agricultura, comércio de sal e aquacultura. As duas últimas são principalmente centradas na adjacência à vila Iskapalle. Muitos hotéis e industriais se estabeleceram agora em Hyderabad onde prosperaram. Allur é também uma ponte entre as vilas ao redor e o resto do mundo, oferecendo serviços como banco, escritórios governamentais e facilidades de transporte (ônibus) para Nellore e Kavali.
A área é auto-suficiente, mas o crescimento econômico da vila é nominal e estagnado por quase os últimos cinqüenta anos por diversas razões. A vila não está localizada na rodovia nacional e também não possui transporte ferroviário. Dessa forma, não consegue atrair indústrias e também não provê muito crescimento. Em vez de estudar no "júnior college", a maioria das pessoas não possui tal educação ou não são motivadas a estudos mais profundos e dependem da agricultura e do trabalho. As demais pessoas que conseguem um grau de educação migram para Nellore, Hyderabad ou Bangalore para trabalhar em hotéis e indústrias do estado. As pessoas possuem poucos locais para armazenamento de sal e arroz até recentemente, e por isso são forçadas a exportar imediatamente por taxas baratas. A vila é unicamente dependente de chuvas e monções, e fica distante do rio Pennar. Dessa forma, as pessoas não conseguem ter colheitas lucrativas como cana-de-açúcar. Devido à adjacência à Baía de Bengala, ciclones e enchentes trazem prejuízo inesperado às colheitas e pescas.
Os políticos da vila (como em muitas outras vilas) não fazem nenhum melhoramento a não ser conseguir cadeira de membro na Assemléia do Estado ou no Parlamento Central. A batalha política recente é para fornecer ou não licença para as novas indústrias químicas. Os que apóiam os políticos reivindicam mais emprego, crescimento e desenvolvimento de infra-estrutura. Críticos reivindicam que os detritos de fábricas distantes está sendo despejado em lagos resultando em redução da quantidade de água potável, problemas de saúde e prejuízo para as plantações e aquacultura.